# Tekken (film)
A Tekken (鉄拳) 2009-ben bemutatott amerikai harcművészeti film Dwight H. Little rendezésében. A filmet a Warner Bros. és az Anchor Bay Entertainment forgalmazta, valamint Alan B. McElroy írta, ami az azonos című verekedős játéksorozaton alapul, a cselekmény elemeit pedig az első három Tekken-játékból kölcsönözték. A főszerepben Jon Foo, Kelly Overton, Cary-Hiroyuki Tagawa, Ian Anthony Dale, Cung Le, Darrin Dewitt Henson, Luke Goss, Marian Zapico, Lateef Crowder, Candîce Hillebrand, Anton Kasabov és Roger Huerta látható.
A filmet a Crystal Sky Pictures gyártotta, premierje 2009. november 5-én volt az AFI Filmfesztiválon, Japánban pedig 2010. március 20-án mutatták be. Világszerte 1,7 millió dolláros bevételt hozott. Elkészítették a film folytatását, ami előzményfilmként szolgált, címe; Tekken 2: Kazuya bosszúja (2014).
Jin Kazama megpróbál részt venni a Vasököl bajnokságon, hogy bosszút álljon édesanyja, Jun Kazama elvesztéséért, szembeszállva apjával, Kazuya Mishimával és nagyapjával, Heihachi Mishimával, akiről úgy gondolta, hogy ő a felelős a nő haláláért.

## Cselekmény
A 2010-es évek végén, miután a terrorháború elpusztította a civilizáció nagy részét, 8 megacég maradt életben, és felosztották maguk körül a világot; a legnagyobb a Tekken Corporation, amely Észak-Amerikát irányítja. A tömegek lecsillapítása érdekében a vállalat elnöke, Heihachi Mishima szponzorálja a Vasököl Királya Versenyt, vagyis a Vasököl Bajnokságot - melyen a 8 vállalat harcosai addig küzdenek, amíg egy marad talpon, aki egy életre szóló hírnevet és vagyont kap. A gazdag és fényűző Tekken Cityvel szemben ott van a környező nyomornegyed, amelyet szegény emberek lakják.

## Szereplők
| Szerep            | Színész                      | Magyar hang         |
| ----------------- | ---------------------------- | ------------------- |
| Jin Kazama        | Jon Foo                      | Simonyi Balázs      |
| Jin Kazama        | Jason Del Rosario (fiatalon) |                     |
| Jin Kazama        | Dallas James Liu (6 évesen)  |                     |
| Christie Monteiro | Kelly Overton                | Szorcsik Viktória   |
| Heihachi Mishima  | Cary-Hiroyuki Tagawa         | Melis Gábor         |
| Kazuya Mishima    | Ian Anthony Dale             | Seszták Szabolcs    |
| Marshall Law      | Cung Le                      | Hegedüs Miklós      |
| Raven             | Darrin Dewitt Henson         | Harmath Imre        |
| Steve Fox         | Luke Goss                    | Barabás Kiss Zoltán |
| Jun Kazama        | Tamlyn Tomita                | Törtei Tünde        |
| Nina Williams     | Candice Hillebrand           |                     |
| Anna Williams     | Marian Zapico                |                     |
| Bryan Fury        | Gary Daniels                 | Kisfalusi Lehel     |
| Yoshimitsu        | Gary Stearns                 |                     |
| Miguel Rojo       | Roger Huerta                 | Kapácsy Miklós      |
| Eddy Gordo        | Lateef Crowder               | Varga Rókus         |
| Sergei Dragunov   | Anton Kasabov                | Petridisz Hrisztosz |
| Kara              | Mircea Monroe                | Vadász Bea          |
| Bonner            | John Pyper Ferguson          | Juhász György       |
| Denslow           | Kiko Ellsworth               | Tokaji Csaba        |
| Hansu             | Blake Shields                |                     |

## Megjelenés
A filmet 2009. november 5-én mutatták be a Santa Monica-i Mann's Criterion Theatre-ben az AFM Filmfesztivál részeként, hogy biztos forgalmazót találjon. Japánban 2010. március 20-án, a Warner Bros. Pictures (Japán) forgalmazásában. A filmet 2010. július 27-én Szingapúrban és 2010. augusztus 4-én a Fülöp-szigeteken is bemutatták (a Pioneer Films forgalmazásában). Egy héttel a filippínói premier előtt Jon Foo Manilába látogatott, hogy népszerűsítse a filmet. A gyenge fogadtatás miatt a film soha nem került széles körben a mozikba az Egyesült Államokban, helyette közvetlenül videón adták ki.
A film 2010. augusztus 11-én jelent meg DVD-n és Blu-ray lemezen Japánban. Az Egyesült Királyságban az Optimum 2011. május 2-án adta ki és forgalmazta a filmet. Az Anchor Bay Entertainment 2011. július 19-én jelentette meg a filmet az Egyesült Államokban DVD-n és Blu-ray lemezen.

## Fordítás
- Ez a szócikk részben vagy egészben  a   Tekken (2009 film) című angol Wikipédia-szócikk fordításán alapul.  Az eredeti cikk szerkesztőit annak laptörténete sorolja fel. Ez a jelzés csupán a megfogalmazás eredetét és a szerzői jogokat jelzi, nem szolgál a cikkben szereplő információk forrásmegjelöléseként.